# 张守文
张守文（？—），男，中国法学家，北京大学法学院院长、教授、法学博士、博士生导师，研究领域为经济法理论、财政法与税法。兼任中国法学会经济法学研究会副会长兼秘书长、中国法学会财税法学研究会副会长兼秘书长。

## 生平
分别于1989年、1994年、1999年获得北京大学法学学士、硕士和博士学位。
1994年至今北大法学院任教，2010年当选北大法学院院长。

## 著作
个人著作有：《税法原理》（北京大学出版社，1999年版），《税法的困境与挑战》（广州出版社，2000年版），《经济法理论的重构》（人民出版社，2004年版），《税法通论》（北京大学出版社2004年版），《财税法》（中国政法大学出版社，2005年版），《财税法疏议》（北京大学出版社，2005年版），《财税法学》（中国人民大学出版社，2007年版），《经济法学》（中国人民大学出版社，2008年版），《经济法总论》（中国人民大学出版社，2009年版）。
合著有：《市场经济与新经济法》（北京大学出版社，1993年版），《反不正当竞争的理论与实务》（中国商业出版社，1994年版）
《信息法学》（法律出版社，1995年版），《规制与发展》（浙江人民出版社，1999年版），《国际经济法新论》（北京大学出版社，2000年版）。

## 荣誉
- 1995年，美国GE经济学奖
- 1996年，《法学研究》100期优秀论文奖
- 1999年，北京市法学会授予“优秀中青年法学家”
- 2000年，教育部首届“青年教师奖”，同年入选北京市新世纪社科理论人才“百人工程”；
- 2002年，教育部霍英东青年教师奖（研究类），并获司法部法学教材和法学科研优秀成果一等奖；
- 2002年，中国法学会第三届全国十大杰出中青年法学家
- 2004年，获国务院政府特殊津贴
- 2005年，评为中国当代法学名家[2]